# Selección absoluta

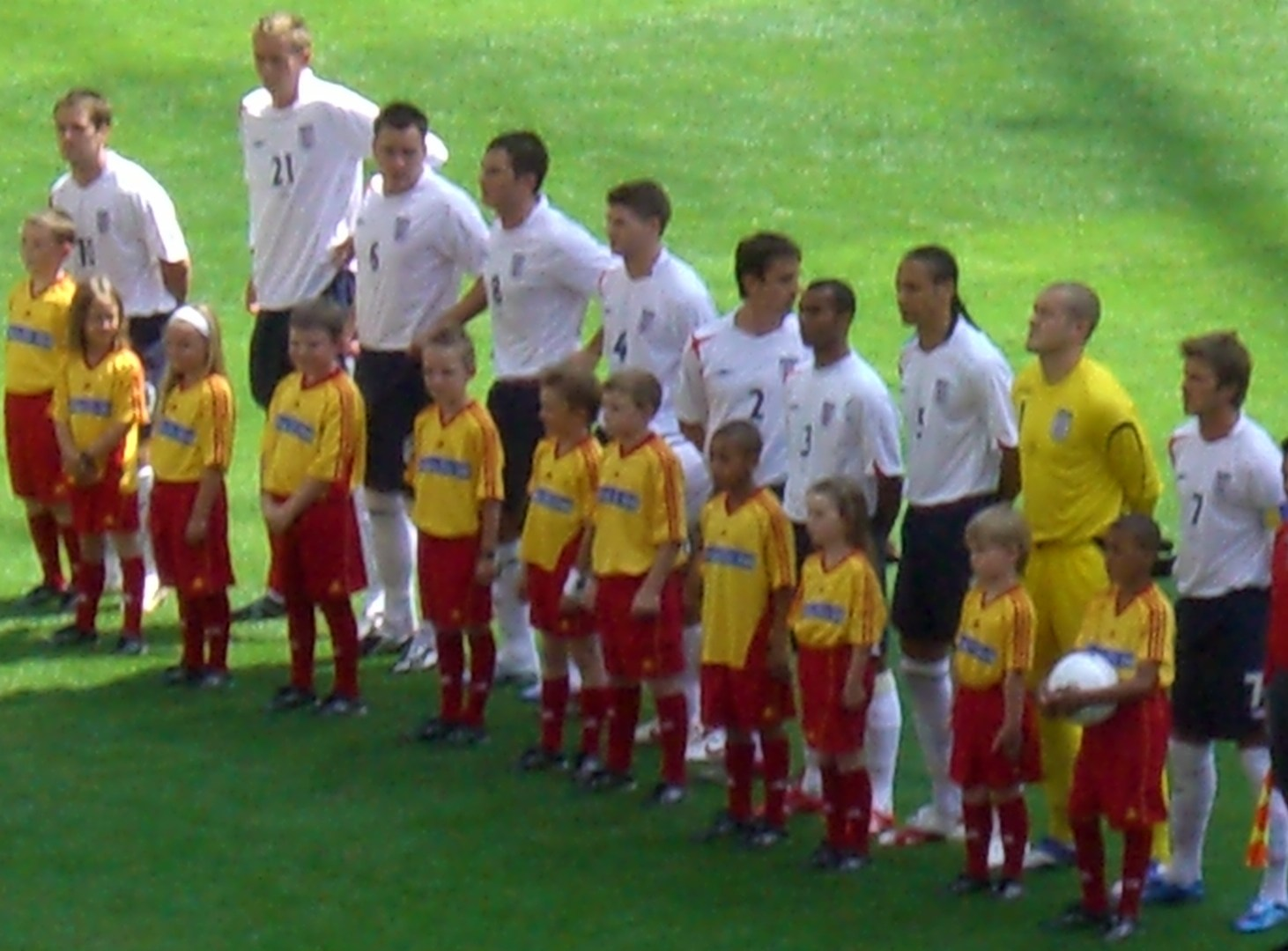
La selección absoluta de fútbol de Inglaterra en 2006.

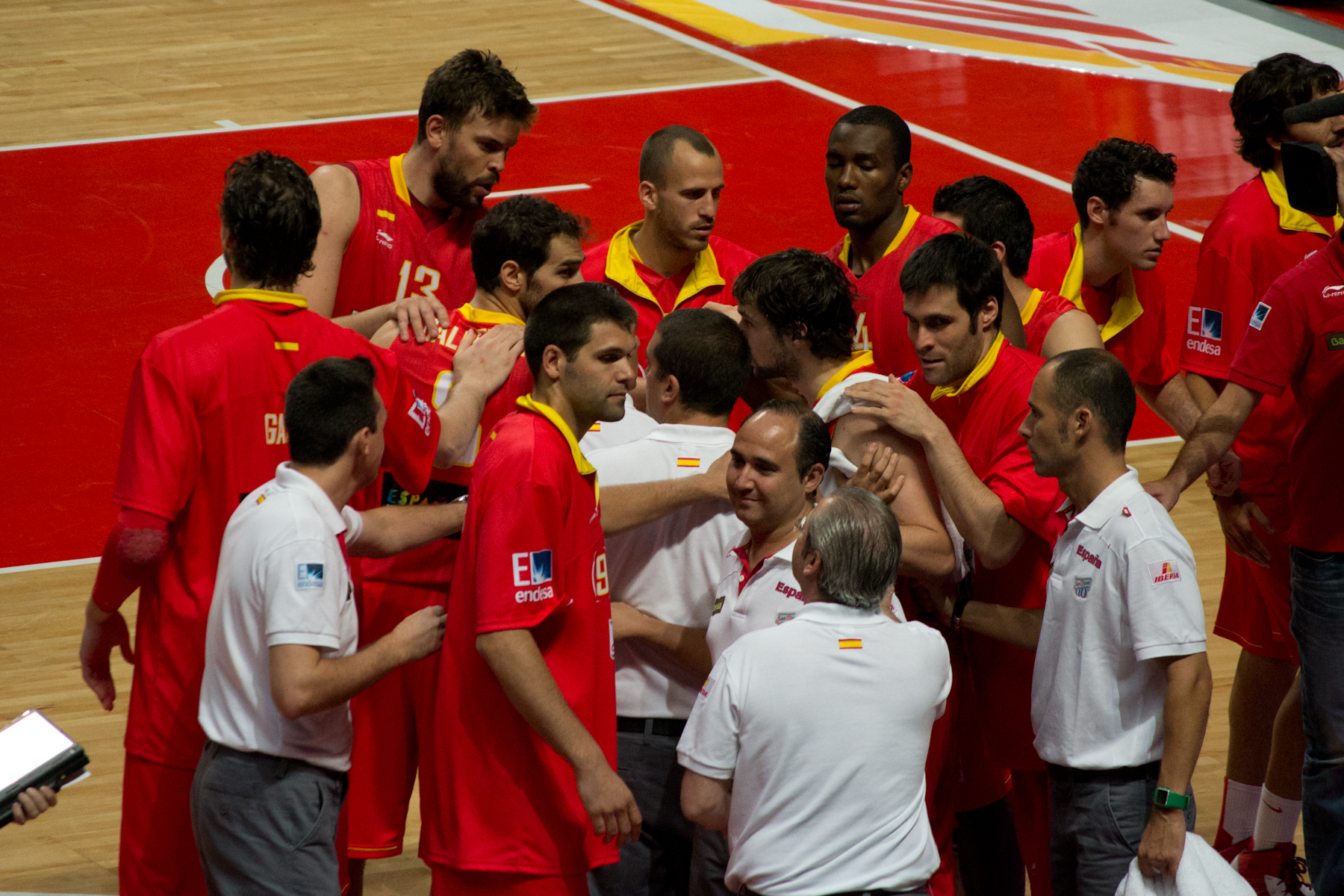
La selección absoluta de baloncesto de España.

En el ámbito deportivo, se denomina selección absoluta al conjunto o equipo de deportistas sin límite de edad -pueden jugar de distintas edades-, ni cualquier otra restricción, que puede ofrecer una asociación u organización del deporte (mayormente de jerarquía nacional pero también subnacional o de cualquier otra subdivisión geográfico-política), para que los represente en justas o competiciones. El o los seleccionadores escogen a quienes la integrarán gozando de amplias facultades, ya que disponen para elegir de la totalidad de los jugadores posibles, sin limitantes reglamentarios que cercenen la posibilidad de optar por determinados deportistas. El único límite refiere al género sexual del cual se selecciona, es decir, si se trata de formaciones masculinas o femeninas.
También son denominadas de manera ambigua como selección “A”, selección “mayor”, o selección “adulta”.

## Generalidades
Cuando se trata de competencias entre países, las selecciones absolutas son conformadas por jugadores de una determinada nacionalidad, los que pudieron no haber nunca participado de la asociación local (a la cual, salvo excepciones, es a quien representan y no al país de dicha entidad) o incluso no haber nacido en ese país, en ese caso se habla de “jugadores nacionalizados” o la “naturalización de jugadores extranjeros”. Lo primero ocurre en casos en que, habiendo nacido en un país, el deportista emigra desde pequeño. Lo segundo es habitual en los países donde un deporte no es fuerte a nivel internacional por lo que, para aumentar sus posibilidades competitivas, recurren a la nacionalización de deportistas de potencias deportivas, los cuales al tener pocas posibilidades de ser convocados por sus selecciones de origen, aceptan el ofrecimiento de actuar representando a otro país (o su asociación), el que suele ser la nación de origen de sus ascendientes o en donde ellos han competido durante algunos años.
En algunos deportes, o durante épocas, el haber jugado representando los colores de un país (incluso en divisiones juveniles) anula la posibilidad de hacerlo por otro, mientras que en otros casos las reglas no son tan estrictas.

## Restricciones en las selecciones absolutas
Los limitantes que transforman a una competencia como no para selecciones absolutas pueden ser para la totalidad de los equipos (lo más generalizado) o conjugar en el mismo torneo selecciones limitadas (las de confederaciones más fuertes) con otras sin límites, es decir, verdaderamente absolutas (para fortalecer a las de confederaciones más débiles).
Son varias las normas formuladas para reducir el número de deportistas sobre los cuales el o los seleccionadores pueden elegir.

### Edad
Según las normas para las competiciones en categorías inferiores, se excluyen a jugadores cuya edad rebasa el límite establecido mediante una cláusula de participación válida solo para deportistas que no hayan cumplido una determinada edad al momento de comenzar el torneo (por ejemplo que hayan nacido después del 1 de enero —inclusive— del año del torneo menos la cifra barrera estipulada para el mismo) o como fecha fija el 1 de agosto.
De esta manera los conjuntos formados dejan de ser considerados como selecciones absolutas, pasando a ser denominados según el límite: selección sub-15, selección sub-16, selección sub-17, selección sub-18, selección Sub-20, selección sub-21, selección sub-23 (olímpica), etc.
En determinadas ocasiones la restricción no se establece para la totalidad de la plantilla, permitiendo un preciso número de integrantes sin restricción alguna, esto es, de cualquier edad y/o absolutos, como ocurre con las reglas que ordenan el fútbol olímpico desde el año 1992: equipos conformados por jugadores (profesionales o no) sub-23 que pueden contar con hasta un máximo de tres jugadores de cualquier edad. En algún momento se pueden establecer otras restricciones con el límite inverso, a jugadores de menor edad, por ejemplo en torneos para exjugadores, por lo general de carácter amistoso.

### Profesionalismo
Una importante barrera, muy extendida durante el siglo xx, es la que impide formar una selección absoluta al coartar la posibilidad de jugar un cotejo o campeonato a los jugadores que obtienen una remuneración económica por practicar un deporte, siendo solo aptos los que se dedican a la disciplina deportiva de manera amateur, es decir, obtienen su sustento de otras profesiones. Esta barrera parte de la creencia de que solo el amateurismo representa fielmente el espíritu del deporte, siendo la construcción colectiva altruista por antonomasia, y que hacerlo a cambio de dinero distorsiona los objetivos y convoca a otros intereses, privilegiando los intereses económicos al conformar una construcción colectiva “egoísta”. Por ejemplo en el fútbol, los equipos nacionales de la isla de Gran Bretaña fueron los primeros en poseer selecciones absolutas profesionales, pero contaban con tantos buenos jugadores que podían conformar otra selección limitada a jugadores amateurs, con la que más habitualmente se presentaban al enfrentarse a equipos aún no profesionales de las naciones continentales y con la que competían en los torneos reglamentariamente amateurs.
Durante la existencia de la Unión Soviética y su bloque de países satélites, estas naciones desarrollaron potentes selecciones deportivas que eran la expresión de su máximo potencial las que, si bien en algunos casos sus integrantes eran recompensados con créditos o excepciones, eran obligadamente amateurs.
A coalición y en ámbito amistoso puede darse el caso que exclusivamente puedan participar deportistas que han dejado de ser profesionales. Esta norma es habitual en torneos para jugadores retirados o “seniors”, en la que concomitantemente puede o no estar acompañada de una barrera etaria que excluya a exdeportistas menores a una determinada edad.

### Étnica o de procedencia
Un limitante para conformar selecciones verdaderamente absolutas, hoy totalmente desaparecido pero que en el pasado fue muy importante en ciertas regiones del mundo, fue el relacionado con la “raza” de los participantes, excluyéndose a los que no pertenecían a una determinada “raza”. El caso más conocido de este tipo de discriminación racial es el de Sudáfrica durante el periodo segregacionista conocido como apartheid.

#### Procedencia del club
Algunas competencias, justas o copas (característicos en los amistosos) determinan reglas que exceptúan a los jugadores que no participen en ligas de un determinado continente. Esto se realiza para facilitar los traslados, disminuir los costos totales o no afectar períodos de desenlace de torneos. Por ejemplo en fútbol, es frecuentemente empleado en los periodos en donde directores técnicos de selecciones sudamericanas prueban jugadores. De esta manera, se organizan cotejos en Europa donde sus planteles solo son escogidos de los que se desempeñan en dicho continente, los que son coloquialmente denominados por el periodismo como: “jugadores extranjeros”. Como contraparte, la competencia puede realizarse en Sudamérica y convocando para la misma solo jugadores que actúan en dicho subcontinente, tal como ocurre en la copa denominada “Superclásico de las Américas”. La barrera debe estar establecida en el reglamento, por lo que no comprende las autolimitaciones por decisiones del entrenador o de los directivos de su asociación, correspondiendo en este último caso a una formación técnicamente de selección absoluta.

## Polémicas

### Cesión de jugadores
Históricamente han existido conflictos con los clubes que poseen los derechos deportivos de los jugadores internacionales. Las selecciones absolutas, en su derecho a convocar jugadores para conformar el equipo, se encontraban con negativas o riñas con los clubes de procedencia de los jugadores, ya que deben obligatoriamente cederlos a sus asociaciones para los partidos o torneos correspondientes, haciéndolo en la mayoría de los casos, de manera gratuita.
La polémica surge cuando estos deportistas, frecuentemente suelen ser referentes de sus equipos o de abultados salarios, sufren una lesión durante los encuentros con su selección y deben regresar a sus clubes, quienes se ven perjudicados deportiva y económicamente al no poder contar con un jugador en nómina. En la última década con el aumento de partidos en el calendario internacional —más aún en el caso de los exigentes torneos de selecciones, disputados en un corto intervalo de días—, el agotamiento al que se exponen por los prolongados y lejanos viajes, así como el desgaste de los partidos disputados, encontraron la misma queja por la repercusión negativa en los clubes de origen. La circunstancia es más notoria en los clubes más influyentes, ya que por norma general suelen compuestos por jugadores en su mayoría internacionales, y los conflictos eran asiduos hasta darse situaciones en las que los clubes negaron la cesión de sus jugadores a la selección. Todo resultó en la determinación precisa por parte de las asociaciones del número de días y torneos que los jugadores deberían ser cedidos, además de establecer la FIFA en 2018 una normativa por la cual los clubes recibirían una cantidad de 7000 € por cada día de cesión de sus jugadores para la disputa de la Copa Mundial de Fútbol de 2018, establecida a cambio de unos requisitos a cumplir por ambas partes.

### Utilización política de las selecciones absolutas
Históricamente, el deporte ha sido una fuente de atracción para las masas, por lo cual fue rápidamente utilizado como instrumento para las élites políticas, como propaganda interna y externa, para apuntalar a un gobierno en momentos de dificultad, para cohesionar al pueblo, etc.
Tradicionalmente el método es la exaltación del nacionalismo al intentar demostrar las capacidades intrínsecas de una nación y sus habitantes para alcanzar a cumplir las metas que se proponga, mediante rasgos identitarios en la asociación simbólica de unos pocos representativos (la selección) como una proyección de la totalidad de la población de un país, la identificación de ese cuerpo social nacional en sus “héroes”.
En cada país, entre todas las selecciones de sus deportes populares, las “absolutas” son siempre las más convocantes y en las cuales se desean obtener los principales logros, los que tendrán la mayor repercusión en su cobertura medial, audiencias y, comercialmente, en avisadores. Cotejos entre selecciones absolutas de deportes masivos son mega-eventos deportivos que suelen marcar cada año los mayores encendidos de televisión, tanto a nivel nacional como mundial.
En los partidos de selecciones nacionales absolutas, cada país se enfrenta a otro con todo su poderío disponible. De allí que algunos sociólogos vean esto como un sucedáneo de las guerras, mientras que otros acusan a estas competencias deportivas entre países como motores para una exaltación entre sus ciudadanos de un exacerbado nacionalismo, xenófobo y chauvinista, junto con la promoción de la discriminación, el racismo, la violencia, la eternización de enemistades históricas, etc.
Un hecho, frecuentemente ocultado por el periodismo, es que, para obtener más atención del público, se elude el aclarar que en la mayoría de los partidos o torneos las selecciones absolutas no representan al país sino a la federación o asociación deportiva de ese país. De allí que algunos intenten evitar que en los partidos se utilicen banderas nacionales o que se entonen los himnos respectivos, al no actuar representantes oficiales de esos países.